# UniÍtalo
O Centro Universitário Católico Ítalo Brasileiro, ou Ítalo, é uma instituição de ensino superior localizada na cidade de São Paulo, no bairro de Santo Amaro.
Atualmente, a Ítalo oferece 18 cursos de graduação, 27 cursos de pós-graduação, cursos de extensão (presenciais e a distância) e cursos de idiomas.

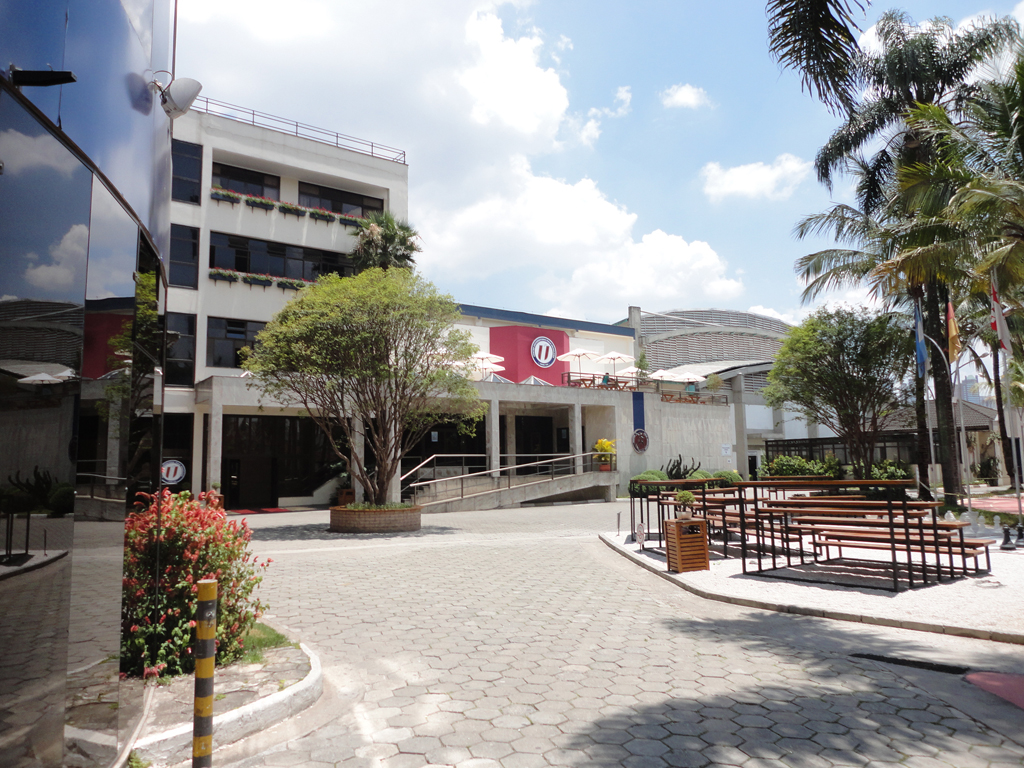
Campus UniÍtalo Santo Amaro

## História
A IEPAC, Mantenedora do Ítalo, foi fundada  pelo professor e imigrante italiano Pasquale Cascino em 25 de janeiro de 1949.  O único curso oferecido inicialmente era o de datilografia. Após se estabelecer no ensino primário e em cursos técnicos, a instituição passa a oferecer cursos de nível superior em 1972, com o nome de Faculdade Tabajara.
Em 1994 a instituição passa por uma grande expansão, se estabelecendo na área que ocupa atualmente, em Santo Amaro/SP, Brasil. Em 1999, atendendo a pedidos dos alunos, que consideravam que o nome da faculdade estava sendo prejudicado pelas fictícias Organizações Tabajara  do programa Casseta & Planeta, a universidade foi rebatizada como Faculdade Ítalo Brasileira.
Nos anos seguintes, além de disponibilizar vários novos cursos de graduação, também passou a oferecer cursos de pós-graduação. Em 2006, foi reconhecida pelo MEC como Centro Universitário Ítalo Brasileiro em  2006.

## Horários Alternativos
A Ítalo oferece cursos em diversos horários, se diferenciando por oferecer aulas em turnos alternativos, como o das 5h45 (madrugada). Outros horários disponíveis são 8h, 8h50, 13h30, 14h20 e 19h.

## Cursos de Graduação
- Administração
- Ciências Contábeis
- Enfermagem
- Educação Física
- Pedagogia
- Filosofia
- Artes Visuais
- Geografia
- Letras
- Serviço Social
- Teologia

Tecnológicos:
- Gestão de RH
- Marketing
- Gestão Financeira
- Logística

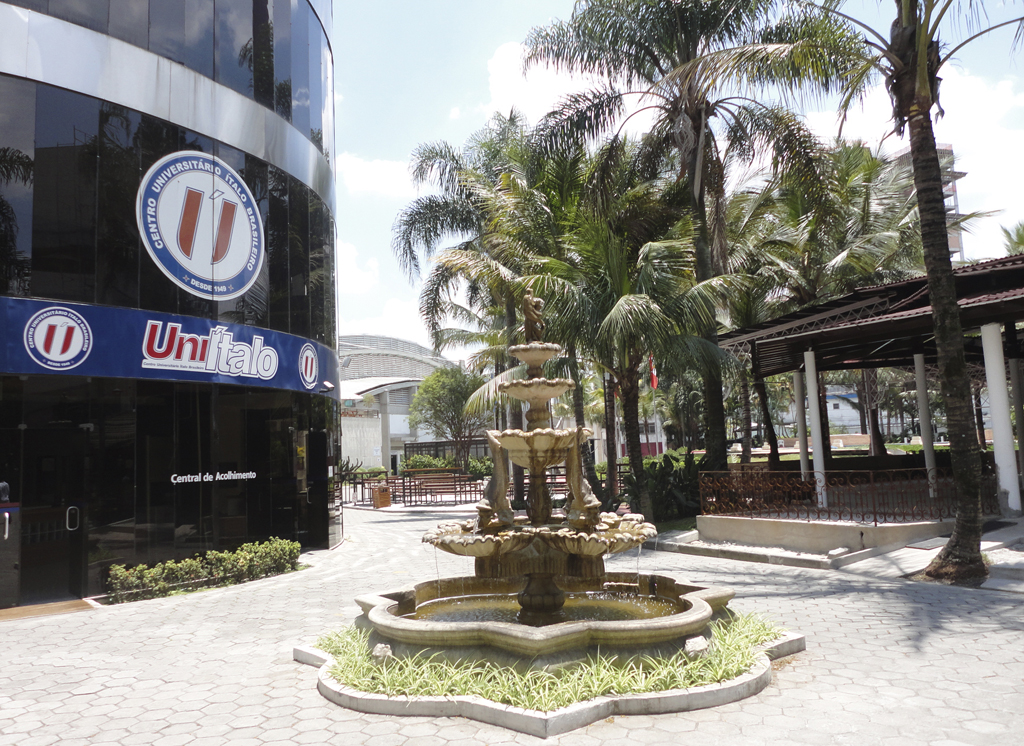
Campus UniÍtalo Santo Amaro

- Processos Gerenciais (Gestão de Pequenas e Médias Empresas)
- ADS - Análise e Desenvolvimento de Sistema
- Radiologia

## Cursos de Pós- Graduação
- Direito da Educação
- Filosofia
- Formação Docente
- Gestão Escolar
- Neuroeducação
- Psicopedagogia Clínica e Institucional
- Pedagogia Waldorf
- Projetos e Práticas Educacionais Interdisciplinares
- Assessoria Executiva
- Consultoria Empresarial
- Gestão e Marketing Esportivo
- Gestão Estratégica de Marketing
- Gestão Estratégica Econômica, Financeira e Contábil
- Gestão Estratégica de Pessoas para Negócios
- Logística e Gestão da Cadeia de Suprimentos
- Psicologia Organizacional
- Gestão Executiva em Liderança para Formação de Líderes
- Enfermagem Obstétrica e Perinatal
- Enfermagem do Trabalho
- Gestão em Saúde: Administração Hospitalar / Saúde Pública / PSF
- Metodologia do Treinamento Personalizado
- Pronto Socorro e Terapia Intensiva
- Psicomotricidade
- Saúde Mental e Psiquiatria
- Treinamento de Força: Saúde, Estética e Desempenho
- Treinamento Personalizado: do atendimento ao cliente até a periodização
- Atividades Aquáticas